# Coco Moodysson
Hedvig Agnes Elisabeth Coco Moodysson, ogift Ahnström, född 19 januari 1970 i Katarina församling i Stockholm, är en svensk serieskapare och författare. 

## Biografi
Vid 30 års ålder började Coco Moodysson skapa tecknade serier och gav ut sina egna alster i seriefanzinet Coco Platina Titan 3000. Hennes serier är ofta självbiografiska, men hon har även producerat alster av mer poetiskt och avantgardistiskt slag, på egen hand såväl som tillsammans med sin man, filmregissören Lukas Moodysson. År 2012 gavs hennes första ungdomsbok Onda krafter i Sollentuna ut på Rabén & Sjögren.
År 2008 skrev Moodysson seriealbumet Aldrig godnatt, som skildrar hennes liv som trettonåring på det otrygga Södermalm under 1980-talet, om hur hon skapade ett punkband tillsammans med sina tjejkompisar Klara och Matilda samt om punkens död och new wave-musikens uppståndelse. År 2013 gjorde Lukas Moodysson en långfilmsadaption av Aldrig godnatt under titeln Vi är bäst!.